# Alois Löser
Alois Löser (Nördlingen, Alemania, 11 de junio de 1954), conocido como el hermano Alois, es el segundo prior de la comunidad ecuménica de Taizé, en Francia. Si bien es de origen alemán, posee nacionalidad francesa desde 1984.

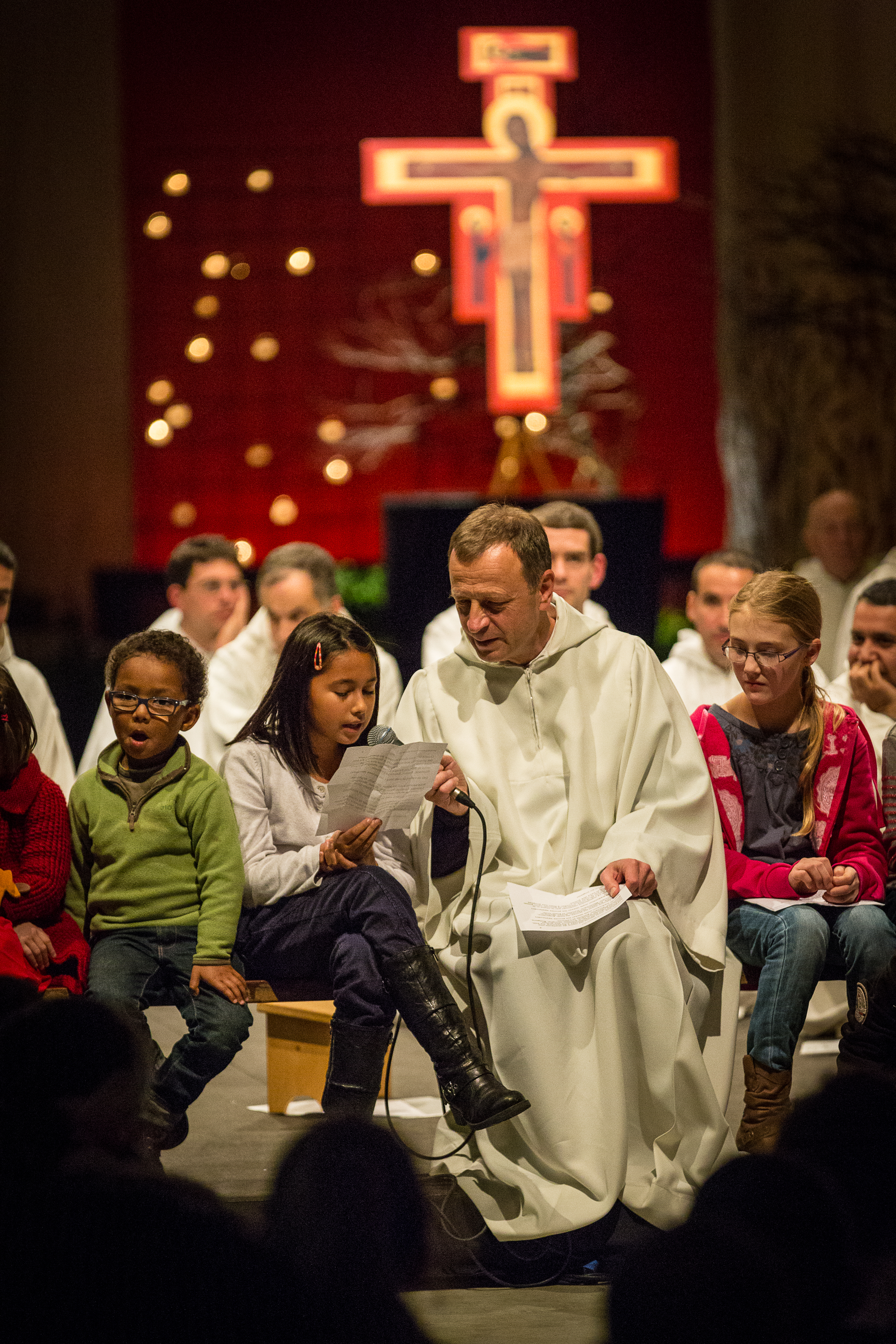
El hermano Alois en el 36º encuentro internacional de Taizé. Estrasburgo, 29 de diciembre de 2013.

Católico, entró a formar parte de la Comunidad de Taizé en 1974, cuando recibió la vestimenta de oración de la comunidad. Hizo su compromiso de por vida el 6 de agosto de 1978. Fue coordinador de la organización de los encuentros internacionales en Taizé y encuentros europeos en varias ciudades de primer orden.
Conforme a la regla de Taizé publicada en 1953, el hermano Roger Schutz, prior y fundador, lo eligió como su sucesor, con el beneplácito de la comunidad, en 1998. El hermano Alois sucedió al hermano Roger en el cargo de prior de la comunidad de Taizé el 16 de agosto de 2005, después de que éste fuera asesinado.
Siguiendo la costumbre del hermano Roger, el hermano Alois se reúne anualmente con representantes de diversas confesiones cristianas: lo hizo con los papas Benedicto XVI y Francisco, los patriarcas ortodoxos Bartolomé I de Constantinopla y Cirilo I de Moscú, el Consejo ecuménico de las Iglesias y el arzobispo de Canterbury Justin Welby, entre otros.
Fue sucedido como prior de Taizé por el hermano Matthew (en el siglo, Andrew Thorpe) el 3 de diciembre de 2023.